# Rue Paulette-Jacquier
La rue Paulette Jacquier est une voie du 14e arrondissement de Paris, en France.

## Situation et accès
La rue Paulette Jacquier est une voie publique située dans le 14e arrondissement de Paris. Elle débute  rue Delbet et se termine au 17, rue Bardinet.

## Origine du nom

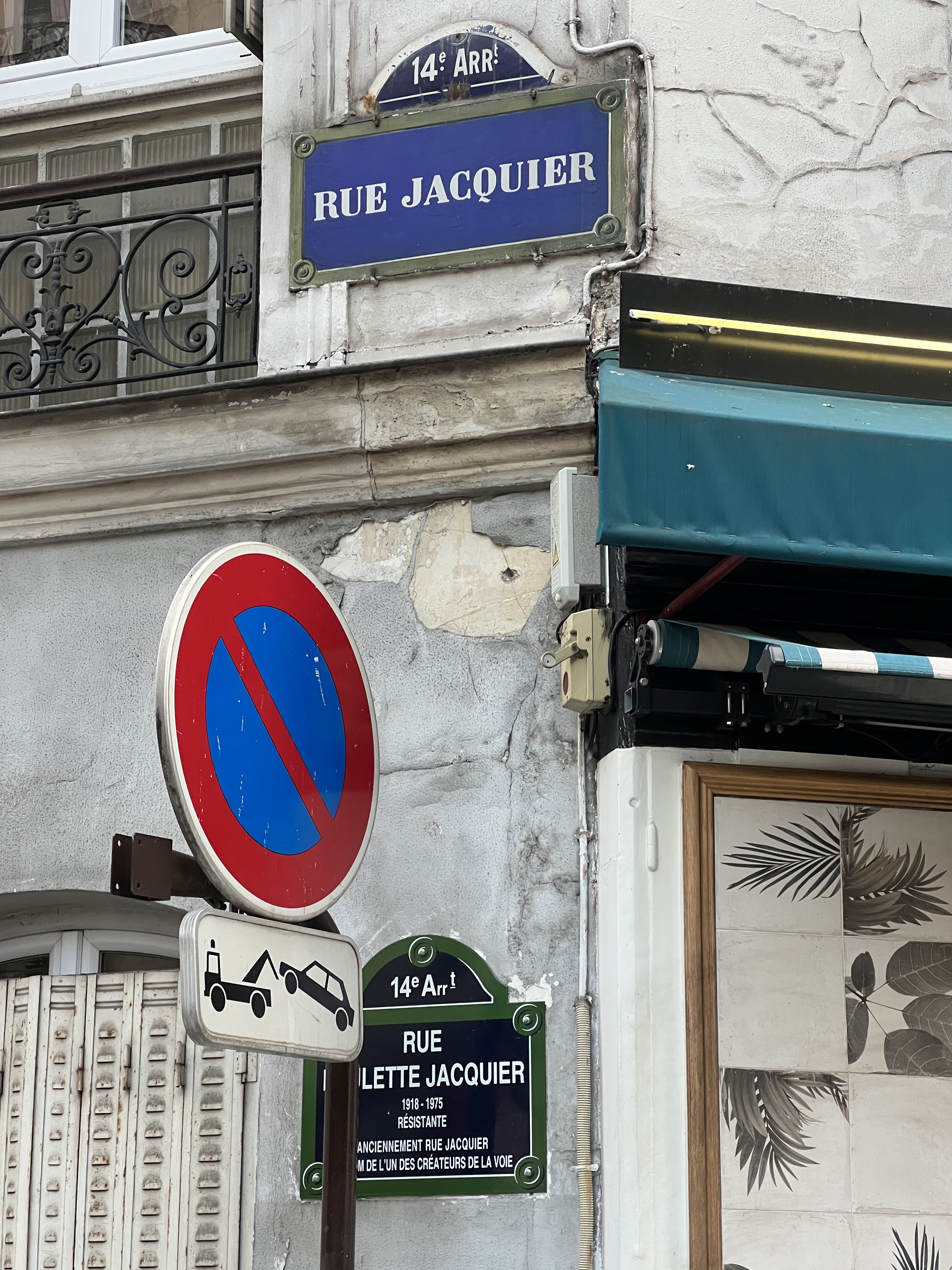
Plaques avec l'ancien et le nouveau nom de la voie.

Jusqu'en 2024, la voie porte le nom de M. Jacquier, l'un des actionnaires de la société qui a ouvert cette voie.  Par une délibération du Conseil de Paris du 9 février 2024, la voie est renommée rue Paulette-Jacquier, en hommage à la résistante française Paulette Jacquier (1918-1975).

## Historique
Cette voie est ouverte en 1883 sur une longueur de 164 mètres à partir de la rue Delbet en se terminant, alors, en impasse au-delà de la rue Didot.
En 1910, elle est prolongée jusqu'à la rue Bardinet en absorbant la villa Dezegher-Gibaud.
La voie donne accès, notamment, à la rue Cécile-Furtado-Heine.

## Bâtiments remarquables et lieux de mémoire
- No 23 : école maternelle publique Jacquier.